# Indische Cricket-Nationalmannschaft in Bangladesch in der Saison 2004/05
Die Tour der indischen Cricket-Nationalmannschaft nach Bangladesch in der Saison 2004/05 fand vom 10. bis zum 27. Dezember 2004 statt. Die internationale Cricket-Tour war Bestandteil der Internationalen Cricket-Saison 2004/05 und umfasste zwei Tests und drei ODIs. Indien gewann die Test-Serie 2–0 und die ODI-Serie 2–1.

## Vorgeschichte
Bangladesch spielte zuvor eine Tour gegen Neuseeland, Indien gegen Südafrika.
Das letzte Aufeinandertreffen der beiden Mannschaften bei einer Tour fand in der Saison 2000/01 in Bangladesch statt.
Der Beginn der Tour musste um einen Tag verschoben werden, nachdem es eine Terrordrohung gegen die Spieler gab.

## Stadien
Die folgenden Stadien wurden für die Tour als Austragungsort vorgesehen.
| Stadion                      | Stadt      | Kapazität | Spiele               |
| ---------------------------- | ---------- | --------- | -------------------- |
| M. A. Aziz Stadium           | Chittagong | 30.000    | 2. Test; 1. ODI      |
| Bangabandhu National Stadium | Dhaka      | 36.000    | 1. Test; 2. & 3. ODI |

## Kaderlisten
Bangladesch benannte seinen Kader am 17. November 2004.
Indien benannte seinen Kader am 1. Dezember 2004.
| Test | Test | ODI | ODI |
| Bangladesch | Indien | Bangladesch | Indien |
| --- | --- | --- | --- |
| - Habibul Bashar (K) - Aftab Ahmed - Javed Omar - Manjural Islam - Khaled Mashud (wk) - Mashrafe Mortaza - Mohammad Ashraful - Mohammad Rafique - Mushfiqur Rahmann - Nafees Iqbal - Nazmul Hossain - Rajin Saleh - Talha Jubair - Tapash Baisya | - Sourav Ganguly (K) - Rahul Dravid - Gautam Gambhir - Harbhajan Singh - Dinesh Karthik (wk) - Zaheer Khan - Anil Kumble - VVS Laxman - Irfan Pathan - Virender Sehwag - Sachin Tendulkar | - Habibul Bashar (K) - Aftab Ahmed - Khaled Mahmud - Khaled Mashud (wk) - Mashrafe Mortaza - Mohammad Ashraful - Mohammad Rafique - Mushfiqur Rahmann - Nafees Iqbal - Nazmul Hossain - Rajin Saleh - Tapash Baisya | - Sourav Ganguly (K) - Ajit Agarkar - MS Dohni (wk) - Rahul Dravid - Harbhajan Singh - Mohammad Kaif - Murali Kartik - Zaheer Khan - Dinesh Mongia - Irfan Pathan - Virender Sehwag - Joginder Sharma - Sridharan Sriram - Sachin Tendulkar - Yuvraj Singh |

## Tests

### Erster Test in Dhaka
| 10. – 13. Dezember Scorecard | Dhaka (BNS) | Bangladesch 184 (57.5) & 202 (53.2)           | – | Indien 526 (136.4) |
|                              |             | Indien gewinnt mit einem Innings und 140 Runs |   |                    |

### Zweiter Test in Chittagong
| 17. – 20. Dezember Scorecard | Chittagong (MAS) | Indien 540 (148.2) & 124 (26.4)              | – | Bangladesch 333 (91) |
|                              |                  | Indien gewinnt mit einem Innings und 83 Runs |   |                      |

## One-Day Internationals

### Erstes ODI in Chittagong
| 23. Dezember Scorecard | Chittagong (MAS) | Indien 245-8 (50)          | – | Bangladesch 234-8 (50) |
|                        |                  | Indien gewinnt mit 11 Runs |   |                        |

### Zweites ODI in Dhaka
| 26. Dezember Scorecard | Dhaka (BNS) | Bangladesch 229-9 (50)          | – | Indien 214 (47.5) |
|                        |             | Bangladesch gewinnt mit 15 Runs |   |                   |

### Drittes ODI in Dhaka
| 27. Dezember Scorecard | Dhaka (BNS) | Indien 348-5 (50)          | – | Bangladesch 257-9 (50) |
|                        |             | Indien gewinnt mit 91 Runs |   |                        |

## Statistiken
Die folgenden Cricketstatistiken wurden bei dieser Tour erzielt.
| Tests             | Tests       | Tests   | Tests   | Tests   | Tests   | Tests   | Tests   | Tests   |
| Batting           | Batting     | Batting | Batting | Batting | Batting | Batting | Batting | Batting |
| Spieler           | Mannschaft  | Spiele  | Innings | Runs    | Average | HS      | 100s    | 50s     |
| ----------------- | ----------- | ------- | ------- | ------- | ------- | ------- | ------- | ------- |
| Sachin Tendulkar  | Indien      | 2       | 2       | 284     | 284,00  | 248*    | 1       | 0       |
| Mohammad Ashraful | Bangladesch | 2       | 4       | 221     | 110,50  | 158*    | 1       | 1       |
| Gautam Gambhir    | Indien      | 2       | 2       | 174     | 87,00   | 139     | 1       | 0       |
| Rahul Dravid      | Indien      | 2       | 2       | 160     | 80,00   | 160     | 1       | 0       |
| Sourav Ganguly    | Indien      | 2       | 2       | 159     | 79,50   | 88      | 0       | 2       |
| Bowling           |             |         |         |         |         |         |         |         |
| Spieler           | Mannschaft  | Spiele  | Overs   | Wickets | Average | BBI     | 5W      | 10W     |
| Irfan Pathan      | Indien      | 2       | 63      | 18      | 11,88   | 6/51    | 3       | 1       |
| Anil Kumble       | Indien      | 2       | 56.5    | 10      | 14,40   | 4/55    | 0       | 0       |
| Mohammad Rafique  | Bangladesch | 2       | 90      | 6       | 44,83   | 4/156   | 0       | 0       |
| Mashrafe Mortaza  | Bangladesch | 2       | 57      | 5       | 37,00   | 3/60    | 0       | 0       |
| Zaheer Khan       | Indien      | 2       | 52.2    | 5       | 43,00   | 2/51    | 0       | 0       |

| ODIs             | ODIs        | ODIs    | ODIs    | ODIs    | ODIs    | ODIs    | ODIs    | ODIs    |
| Batting          | Batting     | Batting | Batting | Batting | Batting | Batting | Batting | Batting |
| Spieler          | Mannschaft  | Spiele  | Innings | Runs    | Average | HS      | 100s    | 50s     |
| ---------------- | ----------- | ------- | ------- | ------- | ------- | ------- | ------- | ------- |
| Mohammad Kaif    | Indien      | 3       | 3       | 158     | 79,00   | 80      | 0       | 1       |
| Rahul Dravid     | Indien      | 2       | 2       | 113     | 56,50   | 60      | 0       | 2       |
| Aftab Ahmed      | Bangladesch | 3       | 3       | 106     | 35,33   | 67      | 0       | 1       |
| Rajin Saleh      | Bangladesch | 3       | 3       | 96      | 32,00   | 82      | 0       | 1       |
| Yuvraj Singh     | Indien      | 3       | 3       | 94      | 31,33   | 69      | 0       | 1       |
| Bowling          |             |         |         |         |         |         |         |         |
| Spieler          | Mannschaft  | Spiele  | Overs   | Wickets | Average | BBI     | 5W      | 10W     |
| Ajit Agarkar     | Indien      | 3       | 26      | 6       | 19,00   | 2/31    | 0       | 0       |
| Khaled Mahmud    | Bangladesch | 3       | 29.5    | 6       | 24,16   | 3/62    | 0       | 0       |
| Sachin Tendulkar | Indien      | 2       | 9       | 4       | 13,50   | 4/54    | 0       | 0       |
| Sridharan Sriram | Indien      | 2       | 19      | 4       | 20,00   | 3/43    | 0       | 0       |
| Tapash Baisya    | Bangladesch | 2       | 20      | 4       | 25,50   | 2/35    | 0       | 0       |
| Mohammad Rafique | Bangladesch | 3       | 30      | 4       | 39,75   | 2/57    | 0       | 0       |

## Player of the Series
Als Player of the Series wurden die folgenden Spieler ausgezeichnet.
| Serie | Player of the Series |
| ----- | -------------------- |
| Test  | Irfan Pathan         |
| ODI   | Mohammad Kaif        |

### Player of the Match
Als Player of the Match wurden die folgenden Spieler ausgezeichnet.
| Spiel   | Player of the Match |
| ------- | ------------------- |
| 1. Test | Irfan Pathan        |
| 2. Test | Mohammad Ashraful   |
| 1. ODI  | Mohammad Kaif       |
| 2. ODI  | Mashrafe Mortaza    |
| 3. ODI  | Virender Sehwag     |